# Juanmi Latasa
Juan Miguel Latasa Fernández Layos (Madrid, 23 maart 2001) is een Spaans voetballer die onder contract ligt bij Real Madrid.|

## Clubcarrière

### Real Madrid
Latasa ruilde in 2016 de jeugdopleiding van AD Unión Adarve voor die van Real Madrid. In 2019 stroomde hij door naar Real Madrid Castilla, het beloftenelftal van de club in de Segunda División B. In het seizoen 2019/20 won hij onder trainer Raúl González Blanco de UEFA Youth League met de U19 van Real Madrid. In de finale tegen SL Benfica speelde hij niet mee, maar in de aanloop naar de finale scoorde hij wel viermaal: in de 3-0-zege tegen Club Brugge in de groepsfase scoorde hij tweemaal, en in de knock-outfase scoorde hij in de achtste finale tegen Juventus FC (1-3-winst) en in de halve finale tegen Red Bull Salzburg (1-2-zege).
Op 15 mei 2022 maakte hij zijn officiële debuut in het eerste elftal van Real Madrid: op de 37e competitiespeeldag, toen de club al kampioen was, liet trainer Carlo Ancelotti hem in het 1-1-gelijkspel tegen Cádiz CF in de 81e minuut invallen voor Mariano Díaz. Eerder had seizoen had Ancelotti hem al opgenomen in de wedstrijdselectie voor de competitiewedstrijden tegen Granada CF en CA Osasuna in respectievelijk februari en april 2022.

### Getafe CF (huur)
In augustus 2022 leende Real Madrid hem voor een seizoen uit aan Getafe CF, dat ook een aankoopoptie bedong in het huurcontract. Ook Rayo Vallecano had zijn interesse in Latasa laten blijken. Onder trainer Quique Sánchez Flores was Latasa geen vaste waarde bij Getafe: in de Primera División werd hij enkel als invaller gebruikt, enkel in de bekerwedstrijd tegen CD Diocesano (0-2-zege) mocht hij van Sánchez beginnen. Na de komst van trainer José Bordalás veranderden de zaken: op de 36e competitiespeeldag mocht hij tegen Real Betis al in het openingskwartier invallen voor de geblesseerde Enes Ünal, op de twee laatste competitiewedstrijden mocht hij zelfs in de basis beginnen tegen respectievelijk CA Osasuna en Real Valladolid. Bij zijn eerste basisplaats in de Primera División hielp Latasa zijn club met een kopbalgoal aan een 2-1-zege tegen Osasuna.
Na afloop van het seizoen 2022/23, dat alsnog op een positieve noot was geëindigd, werd zijn huurcontract met een seizoen verlengd. Latasa vatte het seizoen aan als basisspeler, maar uiteindelijk gleed hij toch weer af naar zijn invallersstatuut, ondanks het blessureleed van Borja Mayoral en het vertrek van Enes Ünal op het einde van de wintermercato.

### Real Madrid
Na zijn twee seizoenen durende uitleenbeurt aan Getafe begon Latasa de voorbereiding op het seizoen 2024/25 met Real Madrid.

## Clubstatistieken
| Seizoen         | Club                 | Land            | Competitie            | Competitie | Competitie | Beker | Beker | Supercup | Supercup | Europees | Europees | Totaal | Totaal |
| Seizoen         | Club                 | Land            | Competitie            | Wed.       | Dlp.       | Wed.  | Dlp.  | Wed.     | Dlp.     | Wed.     | Dlp.     | Wed.   | Dlp.   |
| --------------- | -------------------- | --------------- | --------------------- | ---------- | ---------- | ----- | ----- | -------- | -------- | -------- | -------- | ------ | ------ |
| 2019/20         | Real Madrid Castilla | Vlag van Spanje | Segunda División B    | 5          | 0          | —     | —     | —        | —        | —        | —        | 5      | 0      |
| 2020/21         | Real Madrid Castilla | Vlag van Spanje | Segunda División B    | 15         | 5          | —     | —     | —        | —        | —        | —        | 15     | 5      |
| 2021/22         | Real Madrid Castilla | Vlag van Spanje | Primera División RFEF | 30         | 13         | —     | —     | —        | —        | —        | —        | 30     | 13     |
| 2021/22         | Real Madrid          | Vlag van Spanje | Primera División      | 1          | 0          | 0     | 0     | 0        | 0        | 0        | 0        | 1      | 0      |
| 2022/23         | → Getafe CF          | Vlag van Spanje | Primera División      | 18         | 1          | 3     | 1     | —        | —        | —        | —        | 21     | 2      |
| 2023/24         | → Getafe CF          | Vlag van Spanje | Primera División      | 32         | 2          | 4     | 3     | —        | —        | —        | —        | 36     | 5      |
| Carrière totaal | Carrière totaal      | Carrière totaal | Carrière totaal       | 101        | 21         | 7     | 4     | 0        | 0        | 0        | 0        | 108    | 25     |

Bijgewerkt op 18 juli 2024.

## Erelijst
| Competitie        |                 |                 |                 |                 |
| Competitie        | Aantal          | Jaren           |                 |                 |
| Real Madrid –19   | Real Madrid –19 | Real Madrid –19 | Real Madrid –19 | Real Madrid –19 |
| ----------------- | --------------- | --------------- | --------------- | --------------- |
| UEFA Youth League | 1x              | 2019/20         |                 |                 |
| Real Madrid       |                 |                 |                 |                 |
| Primera División  | 1x              | 2021/22         |                 |                 |

1 Courtois ·
2 Carvajal  ·
3 Militão ·
4 Alaba ·
5 Bellingham ·
6 Camavinga ·
7 Vinícius ·
8 Valverde ·
9 Mbappé ·
10 Modrić ·
11 Rodrygo ·
13 Lunin ·
14 Tchouaméni ·
15 Güler ·
16 Endrick ·
17 Vázquez ·
18 Vallejo ·
19 Ceballos ·
20 García ·
21 Díaz ·
22 Rüdiger ·
23 Mendy ·
Coach: C. Ancelotti
Assistent-trainer: D. Ancelotti